# 서적상 (소설)
서적상(Le libraire)은 제라르 베세트의 소설이다.

## 소개
이 작품이 출간된 1960년은 퀘벡 주의 조용한 혁명이 시작된 시기다. 퀘벡 사회를 지배하던 지배 세력에서 벗어나 ‘과거의 것’을 버리고 ‘새로운 것’을 찾으려는 기운이 충만했던 때다. 이러한 사회 분위기는 문학계에도 영향을 미쳐 퀘벡 사회를 지배하던 성당 세력과 그들이 내세웠던 가치관에 대한 신랄한 비판을 주제로 한 작품들이 나오기 시작했다. ≪서적상≫은 이 시기 문학계의 흐름을 대표하는 작품으로 나중에 반체제 문학 대열에 참가한 다른 작가들에게 길잡이가 되어 준 작품이다. 
조용한 혁명은 물론 하루아침에 이루어진 것이 아니었다. 벌써 1940년대에 조금씩 일기 시작하던 사회 변화가 1950년대를 거치면서 무르익어 1960년대 조용한 혁명으로 이어졌다. ≪서적상≫의 시대적 배경은 1950년대로, 조용한 혁명이 일어나기 전 뒤플레시를 주 수상으로 한 권위 정부의 시기, 즉 암흑기(1945∼1959년)의 후반이다. 이 시기에는 텔레비전의 출현뿐 아니라 시골을 버리고 도시로 이주하는 이농 현상과 도시화, 중산층의 확대, 노조의 형성과 갈등이 생기기 시작했다. 이러한 사회현상에 맞서기 위해서 전통 엘리트 계층(의사, 치과 의사, 변호사, 성직자 등)은 더욱더 보수적인 입장을 취했고 교육과 지식을 관할하던 고위 성직자들은 금서 목록을 만들어 주민의 사고까지 조정하려 했다. 모든 권리가 하느님에게서 오기 때문에 무조건 복종해야 한다고 주장했다. 하지만 사고와 생활윤리, 도덕 면에서 성당의 간섭을 받고 있던 주민들의 태도에 변화가 일기 시작하고 성당의 세력도 점차 약해졌다. 1959년에 뒤플레시가 죽고 1960년대로 접어들면서 장 르사주가 이끄는 퀘벡 자유당이 들어서서 퀘벡의 프랑스계 주민의 정체성 확보와 공립 복지국가 건설에 힘을 기울이기 시작하면서 고위 성직자 대신 공무원들의 역할이 중요해지기 시작했다. 정부와 성당이 분리되어 성당이 차지하고 있던 권력이 정부로 이양되었고 산업화와 도시화에 박차를 가하기 시작했다. 도시화가 확대되면서 도시는 시골과 달리 과거의 가치관, 성당의 반대 세력의 상징이 되었다. 
1980년에 문학적 공헌을 인정받아 퀘벡 문학계의 가장 명망 높은 아타나즈다비드 상을 받은 제라르 베세트의 대표작으로, 주인공 에르베 조두엥을 통해 성당의 권위와 억압에 반항하는 암흑기 말기의 퀘벡 사회의 모습을 그리고 있다. 퀘벡 문학의 대표 작품 중 하나로 많은 문학 연구의 대상이 되었으며, 작가의 작품 중에서도 가장 많이 읽힌 작품이다. 현재 퀘벡 주의 대다수 고등학교의 필독 도서며 1961년 문학위원회 대상을 받은 작품이다.

## 줄거리
≪서적상≫은 주인공 에르베 조두엥을 통해 성당의 권위와 억압에 반항하는 암흑기 말기의 퀘벡 사회의 모습을 그리고 있다. 몬트리올 출신 주인공 에르베 조두엥은 지식인이지만 야망도 희망도 없이 사는 사람이다. 게으르고 성격도 항상 삐딱하다. 살기 위해 할 수 없이 일을 하는 사람이며 아무 할 일이 없는 일자리를 찾는다. 바깥세상에 완전히 무관심하다. 한때 책도 많이 읽었고 아는 것도 많지만, 특별히 좋아하는 것도 하고 싶은 것도 없다. 처음엔 성직자들이 운영하는 중학교에서 복습 교사로 일했지만 실직하자 새 직장을 찾기 위해 정부 기관인 취업 알선소에 가게 되는데 거기서 우연히 만난 학교 동창의 소개로 몬트리올에서 몇 시간 거리의 생조아생이라는 작은 도시에 있는 한 서점의 서적상 자리를 얻게 된다. 생조아생은 성당의 영향이 주민의 생활 모든 면에 편재(遍在)하는 곳이었다. 길 이름까지도 성인들의 이름에서 따왔을 뿐 아니라 퀘벡 주의 고위 성직자들이 발간한 금서 목록을 가지고 서점이 판매할 수 있는 서적을 감시하면서 주민의 사고까지 주도했다. 어느 누구도 성당 세력에 불복하거나 반항할 수 없었다. 사고방식이 좀 더 개방된 도시 출신 주인공 에르베는 성당의 권위나 생조아생 사람들의 도덕관념에 조금도 개의치 않는다. 서점 사장이 아무도 모르게 간직하고 있던 금서들을 성당 몰래 “믿음이 가는 독자”들에게만 팔아 달라고 요구했을 때 망설이지 않는다. 어느 날, “위험한 독자”로 낙인찍힌 한 중학생이 금서 목록에 있는 서적을 찾았을 때 에르베는 그 중학생에게서 자신의 옛 모습을 발견하고 그 책을 팔게 된다. 결국, 그 지역 관할 신부들이 이 사실을 알게 되자 궁지에 몰린 사장은 신부들을 미궁에 빠트리고 책망을 피할 수 있는 계획을 세워 에르베에게 실행하도록 한다. 하지만 에르베는 자기만의 획책으로 신부와 사장을 동시에 따돌리고 혼자만의 이익을 챙긴다.

## 참고 자료
- 김명희 역, 지만지 2012년, ISBN 978-89-6680-556-3